# Mieczysław Kotarbiński
Mieczysław Kotarbiński (ur. 3 stycznia 1890 w Warszawie, zm. 27 maja 1943 tamże) – polski artysta malarz i grafik, nauczyciel akademicki.

## Życiorys
Syn Miłosza i Ewy z Koskowskich, brat Tadeusza i Janusza. Od 1922 mąż Julii. Uczestniczył w strajku szkolnym 1905. W latach 1905–1911 studiował w krakowskiej Akademii Sztuk Pięknych u prof. Ferdynanda Ruszczyca, Leona Wyczółkowskiego, Józefa Mehoffera, następnie w Paryżu i Włoszech. W 1920 ochotnik w Wojsku Polskim. Zastępca profesora na wydziale sztuki Uniwersytetu Stefana Batorego w Wilnie (1921–1923), profesor Szkoły Sztuk Pięknych w Warszawie (od 1923), następnie profesor nadzwyczajny Akademii Sztuk Pięknych w Warszawie. Zajmował się grafiką, malarstwem, metaloplastyką, zdobnictwem oraz projektowaniem wnętrz i mebli. Wśród jego prac na uwagę zasługują akwaforty. Zamordowany przez okupantów niemieckich w ruinach getta warszawskiego.
Był projektantem m.in. odznak orderów Orła Białego i Polonia Restituta, Medalu i Krzyża Niepodległości oraz buławy marszałkowskiej Józefa Piłsudskiego.
Przy ul. Antoniego Malczewskiego 28 w Warszawie znajduje się willa malarza wpisana do gminnej ewidencji zabytków m.st. Warszawy.

## Ordery i odznaczenia
- Krzyż Oficerski Orderu Odrodzenia Polski (11 listopada 1934)[5]
- Kawaler Orderu Legii Honorowej (Francja)